# Gossypium areysianum
Gossypium areysianum là một loài thực vật có hoa trong họ Cẩm quỳ. Loài này được Deflers mô tả khoa học đầu tiên năm 1895.